# Campeonato Paraense de Futebol de 1945
O Campeonato Paraense de Futebol de 1945 foi a 34.ª edição da principal divisão do futebol do Pará. Organizada pela Federação Paraense de Desportos, a competição contou com a participação de quatro clubes, todos sediados na capital Belém. O Paysandu sagrou-se campeão, conquistando seu 15º título estadual, enquanto a Tuna Luso ficou com o vice-campeonato.

## Participantes
| Equipe      | Cidade | Títulos (mais recente) | Part. |
| ----------- | ------ | ---------------------- | ----- |
| Júlio César | Belém  | 0 (não possui)         | 10    |
| Paysandu    | Belém  | 14 (1944)              | 30    |
| Remo        | Belém  | 14 (1940)              | 30    |
| Transviário | Belém  | 0 (não possui)         | 8     |
| Tuna Luso   | Belém  | 3 (1941)               | 12    |

## Premiação
| Campeonato Paraense de 1945        |
| Belém                              |
| ---------------------------------- |
| Paysandu Tetracampeão (15º título) |